# Figites nitens
Figites nitens är en stekelart som först beskrevs av Hartig 1843.  Figites nitens ingår i släktet Figites, och familjen glattsteklar. Arten är reproducerande i Sverige.